# Дуг Кокс
Чарльз Дуглас «Дуг» Кокс (англ. Charles Douglas «Doug» Cox; нар. 8 жовтня 1957, Гвельф, Онтаріо) — канадський борець вільного та греко-римського стилів, Панамериканський чемпіон з вільної та дворазовий бронзовий призер Панамериканських чемпіонатів з греко-римської боротьби, чемпіон Панамериканських ігор з вільної та бронзовий призер з греко-римської боротьби, срібний призер Ігор Співдружності з вільної боротьби, бронзовий призер Кубка світу з вільної боротьби, учасник двох Олімпійських ігор, на одних з них брав участь у змаганнях з обох видів боротьби.

## Життєпис
Виступав за борцівський клуб Гвельфа. Працював тренером та тренував себе сам.

## Спортивні результати на міжнародних змаганнях

### Виступи на Олімпіадах
| Змагання                    | Збірна | Вагова категорія                 | Місце                      |
| --------------------------- | ------ | -------------------------------- | -------------------------- |
| Літні Олімпійські ігри 1988 | Канада | вільна боротьба, до 90 кг        | вибув після другого раунду |
| Літні Олімпійські ігри 1988 | Канада | греко-римська боротьба, до 90 кг | вибув після другого раунду |
| Літні Олімпійські ігри 1996 | Канада | греко-римська боротьба, до 90 кг | 19                         |

### Виступи на Чемпіонатах світу
| Змагання                        | Збірна | Вагова категорія          | Місце |
| ------------------------------- | ------ | ------------------------- | ----- |
| Чемпіонат світу з боротьби 1982 | Канада | вільна боротьба, до 82 кг | 7     |

### Виступи на Панамериканських чемпіонатах
| Змагання                                   | Збірна | Вагова категорія                 | Місце  |
| ------------------------------------------ | ------ | -------------------------------- | ------ |
| Панамериканський чемпіонат з боротьби 1987 | Канада | вільна боротьба, до 90 кг        | Золото |
| Панамериканський чемпіонат з боротьби 1987 | Канада | греко-римська боротьба, до 90 кг | Бронза |
| Панамериканський чемпіонат з боротьби 1992 | Канада | греко-римська боротьба, до 90 кг | Бронза |

### Виступи на Панамериканських іграх
| Змагання                  | Збірна | Вагова категорія                 | Місце  |
| ------------------------- | ------ | -------------------------------- | ------ |
| Панамериканські ігри 1987 | Канада | вільна боротьба, до 90 кг        | Золото |
| Панамериканські ігри 1987 | Канада | греко-римська боротьба, до 90 кг | Бронза |

### Виступи на Іграх Співдружності
| Змагання                | Збірна | Вагова категорія          | Місце  |
| ----------------------- | ------ | ------------------------- | ------ |
| Ігри Співдружності 1986 | Канада | вільна боротьба, до 90 кг | Срібло |

### Виступи на Кубках світу
| Змагання                    | Збірна | Вагова категорія          | Місце  |
| --------------------------- | ------ | ------------------------- | ------ |
| Кубок світу з боротьби 1980 | Канада | вільна боротьба, до 82 кг | Бронза |

### Виступи на інших змаганнях
| Змагання                                                             | Збірна | Вагова категорія                 | Місце  |
| -------------------------------------------------------------------- | ------ | -------------------------------- | ------ |
| Панамериканський Олімпійський кваліфікаційний турнір з боротьби 1996 | Канада | греко-римська боротьба, до 90 кг | Срібло |